# Dylan Sage
Dylan Michael Sage (24 de janeiro de 1992) é um jogador de rugby sevens sul-africano, medalhista olímpico

## Carreira
Justin Geduld integrou o elenco da Seleção Sul-Africana de Rugbi de Sevens, na Rio 2016, conquistando a medalha de bronze.